# Varkens in Nood
Varkens in Nood is een Nederlandse dierenwelzijnsorganisatie die zich inzet voor het welzijn van varkens in de vee-industrie. 

## Oprichting
Stichting Varkens in Nood is opgericht door schrijver J.J. Voskuil en fiscaal jurist Hans Baaij tijdens de varkenspest in 1997. Voskuil plaatste met zijn echtgenote een advertentie met een oproep om geld in te zamelen voor grote advertenties tegen de vee-industrie in landelijke dagbladen. De positieve reacties hierop vormden de aanleiding voor de start van Varkens in Nood.

## Activiteiten
Varkens in Nood zet zich in om de varkenshouderij diervriendelijker te maken. Dat doet de stichting via publieksacties en rechtszaken. Daarmee boekt de organisatie geregeld succes. Zo kwam er mede dankzij de inzet van deze organisatie een verbod op het gebruik van stroomstootapparatuur en het vervoer van dieren bij temperaturen boven 30 graden Celsius. Ook is de castratie van biggen aan banden gelegd, kwam er onderzoek naar kraamkooien, werd het toezicht op slachthuizen verbeterd en kwamen er betere normen voor varkensstallen.